# Північно-Уральський бокситоносний район
Північно-Уральський бокситоносний район — розташований біля міста Сєвероуральськ Свердловської області Росії.
У рудному горизонті два підгоризонти: нижній потужністю 9 м та верхній — до 1 м. 
Родовище розробляє бокситовий рудник, у складі якого п'ять шахт та два кар’єри (вапняковий і рудний). Система розробки — камерно-стовпова із закладкою.